# أوجين بلوخ
أوجين بلوخ (بالفرنسية: Eugène Bloch )‏ (و. 1878 – 1944 م) كان فيزيائي، وأستاذ جامعي، من فرنسا، توفي في معسكر أوشفيتز بيركينو، عن عمر يناهز 66 عاماً.

## التعليم
تعلم في مدرسة الأساتذة العليا.

## جوائز
حصل على جوائز منها:
- وسام جوقة الشرف.[4]